# Saint-Rémy-du-Val
Saint-Rémy-du-Val é uma comuna francesa na região administrativa do País do Loire, no departamento de Sarthe. Estende-se por uma área de 16.54 km². Em 2010 a comuna tinha 527 habitantes (densidade: 31,9 hab./km²).